# ادوارد لینا
ادوارد لینا (فنلاندی: Edvard Linna; ۲۶ اوت ۱۸۸۶ – ۳۰ دسامبر ۱۹۷۴) ژیمناست هنری اهل فنلاند بود.
وی در مسابقات کشوری و بین‌المللی در مجموع برندهٔ ۱ مدال برنز شده‌است.